# Argot
 Der er for få eller ingen kildehenvisninger i denne artikel, hvilket er et problem. Du kan hjælpe ved at angive troværdige kilder til de påstande, som fremføres i artiklen.

Argot er et ofte fantasifuldt og humoristisk særsprog hos en del faggrupper. Det er ikke altid lige stuerent og har en lidt afvigende betydning af ordene.
Dette indforståede dagligsprog blandt fagfæller kendes hos læger og sygeplejersker, præster, degne, lærere, kirkemusikere og gravere, musikere, skuespillere og teaterfolk, arkitekter og ingeniører samt hos murere, snedkere og tømrere, typografer, fodterapeuter, skræddere og bogholdere etc.
Ordet stammer fra fransk og blev brugt om tyves jargon, men bruges nu om klikesprog generelt.